# Перетворення Фур'є
Перетворення Фур'є — інтегральне перетворення однієї комплекснозначної функції дійсної змінної на іншу. Тісно пов'язане з перетворенням Лапласа та аналогічне розкладу у ряд Фур'є для неперіодичних функцій. Це перетворення розкладає дану функцію на осциляторні функції. Використовується для того, щоб розрахувати спектр частот для сигналів змінних у часі (як-от мова або електрична напруга). Перетворення названо на честь французького математика Жана Батиста Жозефа Фур'є, який ввів поняття в 1822 році.

## Визначення
Перетворення Фур'є функції {\displaystyle f(t)\,} математично визначається як комплекснозначна функція {\displaystyle F(\omega )\,}, яка задається інтегралом
{\displaystyle F(\omega )=\int _{-\infty }^{\infty }f(t)e^{-i\omega t}dt}
Обернене перетворення Фур'є задається виразом
{\displaystyle {\frac {1}{2\pi }}\int _{-\infty }^{\infty }F(\omega )e^{i\omega t}d\omega =f(t)}

## Вступ

У перших кадрах анімації, функція f розкладена у ряд Фур'є: лінійну комбінацію синусів і косинусів (синім). Частотні компоненти цих синусів і косинусів розподілені у частотному спектрі представлені як вертикальні піки у частотній області (фактично це Дельта-функції Дірака, що показані в останніх кадрах анімації). Представлення функції у частотній області f̂ є множиною цих піків із частотами, що показані в розмірності функції.

Перетворення Фур'є бере початок із вивчення рядів Фур'є. При вивченні рядів Фур'є складні, але періодичні функції записуються у формі суми простих хвиль, що математично задаються функціями синусів і косинусів. Перетворення Фур'є є продовженням рядів Фур'є для випадку коли період представленої функції подовжений і може наближатися до нескінченності.
Завдяки властивостям синуса і косинуса, за допомогою інтегралу можна отримати амплітуду кожної хвилі ряду Фур'є. У багатьох випадках бажано використовувати формулу Ейлера, яка визначає, що e2πiθ = cos(2πθ) + i sin(2πθ), із чого випливає, що можна задати ряд Фур'є через елементи базових хвиль e2πiθ. Це дає змогу спростити вираз при розрахунку багатьох формул.
Представлення синусів і косинусів у вигляді комплексних експонент приводить до того, що коефіцієнти Фур'є є комплексними значеннями. Зазвичай це комплексне представлення числа інтерпретують так, що воно описує значення як амплітуду (або розмір) хвилі, що є складовою заданої функції, і фазу (або початковий кут) хвилі. Ці комплексні експоненти іноді містять від'ємні «частоти». Якщо θ вимірюється в секундах, тоді хвилі e2πiθ і e−2πiθ обидві мають один повний цикл довжиною в секунду, але вони задають різні частоти в перетворенні Фур'є. Таким чином, частота більше не задає кількість періодів на одиницю часу, але досі є тісно пов'язаною.
Існує тісний зв'язок між визначенням рядів Фур'є і перетворення Фур'є для функцій f, що приймають нульове значення за межами інтервалу. Для таких функцій, ми можемо розрахувати ряд Фур'є на будь-якому інтервалі, що містить точки де f не є нульовою. Перетворення Фур'є також визначене для таких функцій. Зі збільшенням довжини інтервалу, на якому ми розраховуємо ряд Фур'є, коефіцієнти ряду Фур'є починають бути схожими на перетворення Фур'є, а сума ряду Фур'є для f починає бути схожою на обернене перетворення Фур'є. Аби пояснити це, припустимо, що T є достатньо великим, таким, що інтервал [−T/2, T/2] містить інтервал, у якому f не є тотожно нульовою. Тоді n-й коефіцієнт ряду cn задається як:
{\displaystyle c_{n}={\frac {1}{T}}\int _{-{\frac {T}{2}}}^{\frac {T}{2}}f(x)\,e^{-2\pi i\left({\frac {n}{T}}\right)x}\,dx.}
Порівнявши це із визначенням перетворення Фур'є, отримаємо що
{\displaystyle c_{n}={\frac {1}{T}}{\hat {f}}\left({\frac {n}{T}}\right)}
оскільки f (x) є нульовою за межами [−T/2, T/2]. Таким чином, коефіцієнти Фур'є є лише значеннями перетворення Фур'є, що задані для сітки шириною в 1/T, помножені на ширину сітки 1/T.
При певних умовах, ряд Фур'є для f буде дорівнювати функції f. Іншими словами, f можна записати як:
{\displaystyle f(x)=\sum _{n=-\infty }^{\infty }c_{n}\,e^{2\pi i\left({\frac {n}{T}}\right)x}=\sum _{n=-\infty }^{\infty }{\hat {f}}(\xi _{n})\ e^{2\pi i\xi _{n}x}\Delta \xi ,}
де остання сума, є першою сумою, яку переписано використовуючи визначення ξn = n/T, і Δξ = n + 1/T − n/T = 1/T.
Таким чином, друга сума є сумою Рімана, і тому задавши T → ∞ вона збігатиметься до інтеграла, який відповідає оберненому перетворенню Фур'є заданого в розділі визначення. При певних умовах цей аргумент може бути точним.
При вивченні рядів Фур'є числа cn можна розглядати як «кількість» присутності хвилі у ряді Фур'є для f. Аналогічно, як видно з описаного вище, перетворення Фур'є можна уявити як функцію, що вимірює, наскільки чітко окрема частота присутня в нашій функції f, і можна поєднати ці хвилі за допомогою інтегралу (або «неперервної суми») аби відтворити оригінальну функцію.

## Властивості
Якщо задані інтегровні функції {\displaystyle f(t)}, {\displaystyle g(t)} та {\displaystyle h(t)} та їхні відповідні перетворення Фур'є {\displaystyle {\hat {f}}(\omega )}, {\displaystyle {\hat {g}}(\omega )} та {\displaystyle {\hat {h}}(\omega )}, тоді самому перетворенню властиво наступне:
Лінійність
Для довільних комплексних чисел {\displaystyle a} та {\displaystyle b}, якщо {\displaystyle h(t)=af(t)+bg(t)}, тоді   {\displaystyle {\hat {h}}(\omega )=a\cdot {\hat {f}}(\omega )+b\cdot {\hat {g}}(\omega ).}
Трансляція
Для довільного дійсного числа {\displaystyle t_{0}}, якщо {\displaystyle h(t)=f(t-t0)}, тоді  {\displaystyle {\hat {h}}(\omega )=e^{-i\omega t_{0}}{\hat {f}}(\omega ).}
Модуляція
Для довільного дійсного числа {\displaystyle \omega _{0}}, якщо {\displaystyle h(t)=e^{\omega _{0}t}f(t)}, тоді  {\displaystyle {\hat {h}}(\omega )={\hat {f}}(\omega -\omega _{0})}.
Масштабування
Для не рівного нулю дійсного числа a, якщо {\displaystyle h(x)=f(ax)}, тоді  {\displaystyle {\hat {h}}(\xi )={\frac {1}{|a|}}{\hat {f}}\left({\frac {\xi }{a}}\right)}.     Випадок a = −1 призводить до властивості «обернення часу», згідно з якою: якщо {\displaystyle h(x)=f(-x)}, тоді  {\displaystyle {\hat {h}}(\xi )={\hat {f}}(-\xi )}.
Спряження
Якщо {\displaystyle h(x)={\overline {f(x)}}}, тоді  {\displaystyle {\hat {h}}(\xi )={\overline {{\hat {f}}(-\xi )}}.}
Зокрема, якщо ƒ дійсне, тоді має місце «умова дійсності»   {\displaystyle {\hat {f}}(-\xi )={\overline {{\hat {f}}(\xi )}}.}
Згортка
Якщо {\displaystyle h(x)=\left(f*g\right)(x)}, тоді  {\displaystyle {\hat {h}}(\xi )={\hat {f}}(\xi )\cdot {\hat {g}}(\xi ).}

## Перетворення Фур'є узагальнених функцій
Перетворення Фур'є можна визначити для широкого класу узагальнених функцій. Як основний простір вибирають простір гладких швидкоспадних функцій (простір Шварца):
{\displaystyle S(\mathbb {R} ):=\left\{\varphi \in C^{\infty }(\mathbb {R} ):\forall n,\;m\in \mathbb {N} \;x^{n}\varphi ^{(m)}(x){\xrightarrow {x\to \infty }}0\right\}.}
Цей простір є інваріантним відносно перетворення Фур'є.
Позначимо через {\displaystyle S^{*}(\mathbb {R} )} спряжений простір до {\displaystyle S(\mathbb {R} )}. Цей підпростір простору всіх узагальнених функцій називається простором узагальнених функцій повільного зростання. Для довільної функції {\displaystyle f\in S^{*}(\mathbb {R} )} її перетворенням Фур'є називається узагальнена функція {\displaystyle {\hat {f}}\in S^{*}(\mathbb {R} )}, яка діє на основні функції за правилом
{\displaystyle \langle {\hat {f}},\;\varphi \rangle =\langle f,\;{\hat {\varphi }}\rangle .}
Наприклад, обчислимо перетворення Фур'є дельта-функції:
{\displaystyle \langle {\hat {\delta }},\;\varphi \rangle =\langle \delta ,\;{\hat {\varphi }}\rangle =\left\langle \delta (\omega ),\;\int \limits _{-\infty }^{\infty }\varphi (x)e^{-i\omega x}\,dx\right\rangle =\int \limits _{-\infty }^{\infty }\varphi (x)\cdot e^{-i\cdot 0\cdot x}\,dx=\int \limits _{-\infty }^{\infty }\varphi (x)\cdot 1\,dx=\left\langle 1,\;\varphi \right\rangle .}
Таким чином, перетворенням Фур'є дельта-функції є константа, у цьому випадку {\displaystyle 1}.

## Перетворення Фур'є функцій багатьох змінних
Перетворення Фур'є може бути означене для довільної кількості змінних (вимірів) {\displaystyle n}:
{\displaystyle {\hat {f}}({\boldsymbol {\xi }})={\mathcal {F}}(f)({\boldsymbol {\xi }})=\int _{\mathbb {R} ^{n}}f(\mathbf {x} )e^{-i(\mathbf {x} ,{\boldsymbol {\xi }})}\,d\mathbf {x} }
де {\displaystyle x} and {\displaystyle {\boldsymbol {\xi }}} — {\displaystyle n}-вимірні вектори, а {\displaystyle (\mathbf {x} ,{\boldsymbol {\xi }})} позначає скалярний добуток цих векторів.

## Використання
Перетворення Фур'є застосовуються для отримання частотного спектра неперіодичної функції, наприклад, електричного сигналу, тобто для представлення сигналу у вигляді суми гармонічних коливань. При цьому використовується властивість згортки.
На практиці, це можна побачити у використанні системами розподіленого обчислення для пошуку можливих сигналів позаземних цивілізацій (проекти SETI і, відповідно, SETI@home).
Нехай відгук системи на збурення у вигляді сигналу {\displaystyle f(t)} має вигляд
{\displaystyle g(t)=\int _{0}^{\infty }\alpha (\tau )f(t-\tau )d\tau },
де {\displaystyle \alpha (\tau )} — певна функція. Такий запис означає, що відгук системи залежить не тільки від моментального значення збурення, а також від того збурення, яке було певний час тому, і яке змінило стан системи.
Застосовуючи перетворення Фур'є до обох частин рівняння, отримуємо
{\displaystyle G(\omega )=\int _{-\infty }^{\infty }e^{-i\omega t}\int _{0}^{\infty }\alpha (\tau )f(t-\tau )d\tau dt={\frac {1}{2\pi }}\int _{-\infty }^{\infty }e^{-i\omega t}\int _{0}^{\infty }\alpha (\tau )\int _{-\infty }^{\infty }F(\omega ^{\prime })e^{i\omega ^{\prime }(t-\tau )}d\omega ^{\prime }d\tau dt}
Оскільки
{\displaystyle \int _{-\infty }^{\infty }e^{i(\omega ^{\prime }-\omega )t}dt=2\pi \delta (\omega ^{\prime }-\omega )},
де {\displaystyle \delta (x)} — дельта-функція Дірака, інтегрування дає
{\displaystyle G(\omega )=\mathrm {A} (\omega )F(\omega )\,},
де
{\displaystyle \mathrm {A} (\omega )=\int _{0}^{\infty }\alpha (\tau )e^{i\omega \tau }}.
Важливим висновком із цього перетворення є те, що вихідний спектр отримується з вхідного простим множенням на функцію відклику системи {\displaystyle \mathrm {A} (\omega )}.

## Таблиця образів деяких функцій
У наступній таблиці {\displaystyle F(\omega )} и {\displaystyle G(\omega )} позначають перетворення Фур'є функцій {\displaystyle f(t)} і {\displaystyle g(t)}, відповідно. Функцій {\displaystyle f} і {\displaystyle g} повинні бути інтегровними або узагальненими функціями.
Як множник при інтегралі у формулі для прямого та зворотного перетворення Фур'є тут вибрано {\displaystyle 1/{\sqrt {2\pi }}}.
|    | Функція                                                         | Образ | Примітки |
| -- | --------------------------------------------------------------- | --- | --- |
| 1  | {\displaystyle af(t)+bg(t)\,}                                   | {\displaystyle aF(\omega )+bG(\omega )\,}                                                                    | Лінійність |
| 2  | {\displaystyle f(t-a)\,}                                        | {\displaystyle e^{-i\omega a}F(\omega )\,}                                                                   | Запізнення |
| 3  | {\displaystyle e^{iat}f(t)\,}                                   | {\displaystyle F(\omega -a)\,}                                                                               | Частотний зсув                                                                                                   |
| 4  | {\displaystyle f(at)\,}                                         | {\displaystyle \|a\|^{-1}F\left({\frac {\omega }{a}}\right)\,}                                               | |
| 5  | {\displaystyle {\frac {d^{n}f(t)}{dt^{n}}}\,}                   | {\displaystyle (i\omega )^{n}F(\omega )\,}                                                                   | Перетворення Фур'є похідної                                                                                      |
| 6  | {\displaystyle t^{n}f(t)\,}                                     | {\displaystyle i^{n}{\frac {d^{n}F(\omega )}{d\omega ^{n}}}\,}                                               | |
| 7  | {\displaystyle (f*g)(t)\,}                                      | {\displaystyle {\sqrt {2\pi }}F(\omega )G(\omega )\,}                                                        | Перетворення згортки                                                                                             |
| 8  | {\displaystyle f(t)g(t)\,}                                      | {\displaystyle {\frac {(F*G)(\omega )}{\sqrt {2\pi }}}\,}                                                    | Зворотнє до 7 |
| 9  | {\displaystyle \delta (t)\,}                                    | {\displaystyle {\frac {1}{\sqrt {2\pi }}}\,}                                                                 | Перетворення дельта-функції Дірака                                                                               |
| 10 | {\displaystyle 1\,}                                             | {\displaystyle {\sqrt {2\pi }}\delta (\omega )\,}                                                            | Зворотнє до 9 |
| 11 | {\displaystyle t^{n}\,}                                         | {\displaystyle i^{n}{\sqrt {2\pi }}\delta ^{(n)}(\omega )\,}                                                 | Для {\displaystyle n}-ї узагальненої похідної дельта-функції                                                     |
| 12 | {\displaystyle e^{iat}\,}                                       | {\displaystyle {\sqrt {2\pi }}\delta (\omega -a)\,}                                                          | Наслідок з 3 і 10                                                                                                |
| 13 | {\displaystyle \cos(at)\,}                                      | {\displaystyle {\sqrt {2\pi }}{\frac {\delta (\omega -a)+\delta (\omega +a)}{2}}\,}                          | |
| 14 | {\displaystyle \sin(at)\,}                                      | {\displaystyle {\sqrt {2\pi }}{\frac {\delta (\omega -a)-\delta (\omega +a)}{2i}}\,}                         | |
| 15 | {\displaystyle \exp(-at^{2})\,}                                 | {\displaystyle {\frac {1}{\sqrt {2a}}}\exp \left({\frac {-\omega ^{2}}{4a}}\right)\,}                        | Образ функції Гауса {\displaystyle \exp(-t^{2}/2)} збігається з оригіналом (функція належить до простору Шварца) |
| 16 | {\displaystyle W{\sqrt {\frac {2}{\pi }}}\mathrm {sinc} (Wt)\,} | {\displaystyle \mathrm {rect} \left({\frac {\omega }{2W}}\right)\,}                                          | фільтр низьких частот, прямокутна функція                                                                        |
| 17 | {\displaystyle {\frac {1}{t}}\,}                                | {\displaystyle -i{\sqrt {\frac {\pi }{2}}}\operatorname {sgn}(\omega )\,}                                    | Тут {\displaystyle \operatorname {sgn}(\omega )\,} — функція знаку.                                              |
| 18 | {\displaystyle {\frac {1}{t^{n}}}\,}                            | {\displaystyle -i{\sqrt {\frac {\pi }{2}}}{\frac {(-i\omega )^{n-1}}{(n-1)!}}\operatorname {sgn}(\omega )\,} | |
| 19 | {\displaystyle \operatorname {sgn}(t)\,}                        | {\displaystyle {\sqrt {\frac {2}{\pi }}}(i\omega )^{-1}\,}                                                   | |
| 20 | {\displaystyle {\sqrt {2\pi }}\theta (t)\,}                     | {\displaystyle {\frac {1}{i\omega }}+\pi \delta (\omega )\,}                                                 | Тут {\displaystyle \theta (t)\,} — Функція Гевісайда.                                                            |